# Tik Tok
Tik Tok je píseň americké popové zpěvačky Keshy. Píseň pochází z jejího debutového alba Animal. Produkce se ujali producenti Dr. Luke a Benny Blanco.
Videoklip na YouTube byl nahrán 14. listopadu 2009 a v roce 2020 měl už více než 545 milionů zhlédnutí a 3,4 miliony „to se mi líbí“.

## Seznam Písní
- Digitální stažení

1. "Tik Tok"  – 3:21

## Hitparáda
| Žebříček  | Příčka |
| --------- | ------ |
| Anglie    | 4      |
| Kanada    | 1      |
| Německo   | 1      |
| USA       | 1      |
| Austrálie | 1      |

| "I Like" od Keri Hilson                               | Německé #1 hity 29. ledna ~ 11. března 2010                                   | "Alors on danse" od Stromae                                        |
| "Empire State of Mind" od Jay-Z featuring Alicia Keys | USA #1 hity 2. ledna ~ 5. března 2010                                         | "Imma Be" od Black Eyed Peas                                       |
| "Meet Me Halfway" od Black Eyed Peas                  | Australské #1 hity 9. listopadu ~ 27. prosince 2009                           | "Fireflies" od Owl City                                            |
| "Bad Romance" od Lady Gaga                            | Kanadské #1 hity 21. listopadu ~ 28. listopadu 2009 2. ledna ~ 20. února 2010 | "Bad Romance" od Lady Gaga "Today Was a Fairytale" od Taylor Swift |